# 陳慧心 (車評人)
陳慧心（Regina Chan），加拿大華裔女性車評人，車樞媒體（AutoNerve Media）創始人兼董事總經理，以及《車樞雜誌》創辦人。
1988年，陳慧心從馬來西亞移居加拿大，1995年，加入加拿大車評人協會。2001年，她成立了車樞媒體，次年，創立了《車樞雜誌》。